# قره بیک
قره بیک، روستایی از توابع بخش زبرخان شهرستان نیشابور در استان خراسان رضوی ایران است.
این روستا یک قنات دارد که در سال 1399 مرمت و لایرو بی شده است
درخت چناربزرگ این روستا 150 سال قدمت دارد. 
این رو ستا یک معدن گچ دارد که از سال 1390 شروع به کار کرده است. 
فامیل اکثریت این اهالی این روستا بیگی است.ودهیار این روستا جناب آقای مهدی قدمیاری است

## جمعیت
این روستا در دهستان زبرخان قرار دارد و براساس سرشماری مرکز آمار ایران در سال1400، جمعیت 137
10 نفر (37خانوار) بوده‌است.